# China Investment Corporation
China Investment Corporation é um fundo soberano da China.  Fundado em 2007 tornou-se o maior acionista individual do Citibank, chamou a atenção do mundo ao adquirir participações no Blackstone Group e no Morgan Stanley por, respectivamente, 3 e 5 bilhões de dólares.